# 後藤あゆみ
後藤 あゆみ（ごとう あゆみ、1988年5月19日 - ）は、日本のプロボクサー、元モデル。栃木県大田原市出身。ワタナベボクシングジム所属。第3代OPBF東洋太平洋女子スーパーバンタム級王者。WBO女子アジア太平洋スーパーバンタム級王者。血液型B型。

## 経歴
栃木県立宇都宮中央女子高等学校、法政大学在学中はバスケットボール部所属。
2011年より外壁塗装「プロタイムズ総研」に入社し、その傍らモデルも兼業、同年8月にはミス府中に選ばれた。また端役ながらミキプルーンのCMにも出演経験あり。
ボクシングを始めたきっかけは2012年始の交流会でプロレスラーのボディーにパンチを入れる機会があり、それがたまたま居合わせたボクシング関係者の目に留まり、社長からも勧められたことであった。
リオデジャネイロオリンピック出場を目標とし本格的に練習を始める。
2013年、競技歴3年で全日本女子アマチュアボクシング選手権大会ライト級3位入賞を果たす。
しかし、オリンピックを目指すには試合数が少なすぎるため、オリンピックを断念しプロ転向を表明。同郷の渡辺均が会長を務めるワタナベボクシングジムに入門。
2015年7月、プロテスト合格。
11月9日、後楽園ホールにてスリーポン・ジェーンバイジム戦でプロデビューし、1回1分26秒TKO勝利。
2016年3月1日、初の日本人対決として神成麻美相手に4回1分42秒TKO勝利。
4月24日、初の海外戦としてタイに乗り込み現地の選手に判定勝利。
8月13日、後楽園ホールにてクワーンガン・シットクルージアップに2回1分34秒TKO勝利。
9月21日、ペッターピー・モークルンテープトンブリーに4回1分49秒TKO勝利。
2017年3月15日、後楽園ホールで行われた「DANGAN Ladies vol.4」で高野人母美の王座返上に伴いOPBF東洋太平洋女子スーパーバンタム級2位のキム・アクタブとOPBF東洋太平洋女子スーパーバンタム級王座決定戦を行い、8回3-0（80-73、79-73、78-75）の判定勝ちを収め王座獲得に成功した。しかし、後藤は自分の思い通りに攻められなかったと語り、悔しさを感じていた。
5月13日、香港コンベンションセンターでメインに抜擢されスマンサー・バエンカム（タイ）に4回TKO勝ち。
10月7日、香港コンベンションセンターでWBO女子アジア太平洋スーパーバンタム級王座決定戦をキルティ（インド）と行い、3-0判定で勝利しOPBFとの2冠を達成。

## 人物
- 元々右利きでありボクシングを始めた当初も右構えだったが、左構えにするとみるみる上達していった[5]。
- アマチュア時代に元OPBF東洋太平洋女子スーパーフェザー級王者水谷智佳とエキシビションの経験がある[2]。
- 2016年9月に離婚している[1]。
- 現在はグループ会社の不動産事業「株式会社アルティメット総研」の仕事に従事。

## 戦績
プロボクシング：8戦8勝（5KO）無敗

## 獲得タイトル
- 第3代OPBF東洋太平洋女子スーパーバンタム級王座
- WBO女子アジア太平洋スーパーバンタム級王座

## メディア
- 7RULES（関西テレビ、2017年6月6日）
- 美人百花（2017年9月号　20歳のリアルVOICE）
- FRESH!（TOKYO MX 、2017年9月4日）